# Backhuijsen
Backhuijsen (ook: Van de Sande Backhuijzen) is een Nederlandse familie die boekverkopers, uitgevers, kunstenaars en toneelregisseurs en -spelers voortbracht.

## Geschiedenis
De stamreeks begint met de Gorinchemse chirurgijn Hendrick Backhuijsen die in 1627 en als weduwnaar in 1642 trouwde. Zijn nazaat Hendrikus Backhuijsen (1729-1811) werd boekhandelaar, uitgever en veilinghouder. Diens zoon Gerrit Backhuijsen (1758-1843) oefende ook het beroep van uitgever uit; hij trouwde in 1789 met Jacoba van de Sande (1757-1815). Een zoon van de laatsten kreeg in 1819 naamswijziging tot Van de Sande Backhuijsen.
De familie werd in 1994 opgenomen in het genealogische naslagwerk Nederland's Patriciaat.

## Enkele telgen
Hendrikus Backhuijsen (1729-1811), boekhandelaar, uitgever en veilinghouder
- Gerrit Backhuijsen (1758-1843), boekhandelaar en uitgever; trouwde in 1789 met Jacoba van de Sande (1757-1815)
  - Alexander Hieronymus Ba(c)khuijsen (1792-1875), boekhandelaar
    - Alexander Hieronimus Bakhuijsen (Bakhuizen), (1826-1878), kunstschilder en etser

  - Hendrikus van de Sande Backhuijsen (1795-1860), kunstschilder, etser en lithograaf; verkreeg naamswijziging Backhuijsen in Van de Sande Backhuijsen bij Koninklijk Besluit (KB) van 15 juli 1819, nr. 191. Hendrikus was oom van de kunstschilders Jan Frederik van Deventer en Willem Anthonie van Deventer, die hij les gaf.
    - Gerardine Jacoba van de Sande Bakhuijzen (Bakhuizen) (1826-1895), kunstschilderes
    - Dr. Willem Hendrik van de Sande Bakhuijzen (1831-1919), predikant, leraar en rector gymnasium
      - Dr. Willem Hendrik van de Sande Bakhuijzen (1888-1946), octrooigemachtigde
        - Mr. Nicolaas Jan van de Sande Bakhuijzen (1924-1980), rechtbankpresident
          - Willem Hendrik van de Sande Bakhuijzen (1957-2005), toneel-en televisieregisseur; trouwde in 1994 met Adriënne Geertruide Wurpel (1956), theater- en televisieregisseuse
            - Matthijs Nicolaas van de Sande Bakhuijzen (1988), acteur
            - Roeltje Aleid van de Sande Bakhuijzen (1992), actrice

          - Louise Wilhelmina van de Sande Bakhuijzen (1963), concertpianiste

    - Julius Jacobus van de Sande Bakhuyzen (1835-1929), kunstschilder en etser
    - Prof. dr. Hendricus Gerardus van de Sande Bakhuyzen (1838-1923), astronoom, hoogleraar wis- en natuurkunde (sterrenkunde) en directeur Sterrenwacht Leiden
      - Mr. Adriaan van de Sande Bakhuyzen (1874-1951), burgemeester van Leiden, president-curator Rijksuniversiteit Leiden
        - Hillegonda Geertruida van de Sande Bakhuyzen (1927), beeldend kunstenaar; trouwde in 1949 met mr. Nicolaas Cornelis de Groot van Embden (1921-2012), directeur kabinet van secretaris-generaal Organisatie voor Economische Samenwerking en Ontwikkeling, directeur Joh. Enschedé & Zonen Grafische Inrichting N.V.

    - Prof. dr. Ernst Frederik van de Sande Bakhuyzen (1849-1918), directeur van de Sterrenwacht te Leiden, buitengewoon hoogleraar wis- en natuurkunde (sterrenkunde) aan de Rijksuniversiteit Leiden

Geslachten die opgenomen zijn in het sinds 1910 verschijnende genealogische naslagwerk Nederland's Patriciaat. Lijst volgens opgave van het CBG Centrum voor familiegeschiedenis.
A · B · C · D · E · F · G · H · I · J · K · L · M · N · O · P · Q · R · S · T · U · V · W · Y · Z